# Чачалаки
Чачалаки (лат. Ortalis) — род птиц семейства краксов. Птицы обитают в лесах на юге США, в Мексике, Центральной и Южной Америке.
Международный союз орнитологов выделяет 16 видов:
- Ortalis vetula — Бурокрылая чачалака
- Ortalis cinereiceps — Синеголовая чачалака
- Ortalis garrula — Краснокрылая чачалака
- Ortalis ruficauda — Краснохвостая чачалака
- Ortalis erythroptera — Красноголовая чачалака
- Ortalis wagleri
- Ortalis poliocephala — Серогрудая чачалака
- Ortalis canicollis — Чачалака
- Ortalis leucogastra — Белобрюхая чачалака
- Ortalis guttata
- Ortalis araucuan
- Ortalis squamata
- Ortalis columbiana
- Ortalis motmot — Малая чачалака
- Ortalis ruficeps
- Ortalis superciliaris